# Boris Elcyn
Boris Michajłowicz Elcyn (ros. Бори́с Миха́йлович Э́льцин, ur. 1875 w Zwinogródce, zm. 27 listopada 1937) – działacz bolszewicki.

## Życiorys
W 1898 ukończył studia na Wydziale Medycznym Uniwersytetu Noworosyjskiego w Odessie i wstąpił do SDPRR, za działalność wywrotową został aresztowany i w 1910 zesłany do guberni ufijskiej, gdzie pracował jako lekarz. W marcu 1917 był członkiem Prezydium Ufijskiego Komitetu SDPRR(b), później mówcą miejskiej dumy w Ufie i członkiem Rady Ufijskiej, a od 8 listopada 1917 członkiem Prezydium Ufijskiego Gubernialnego Komitetu SDPRR(b) i członkiem Ufijskiego Gubernialnego Komitetu Rewolucyjnego. Od 1917 do lipca 1918 był przewodniczącym Ufijskiego Gubernialnego Komitetu RKP(b), jednocześnie przewodniczącym Komitetu Wykonawczego Ufijskiej Rady Gubernialnej i od kwietnia do lipca 1918 przewodniczącym Sownarchozu guberni ufijskiej, 1918–1919 kierownikiem Wydziału Gospodarki Lokalnej NKWD RFSRR i w 1918 członkiem Kolegium NKWD RFSRR. Od 30 czerwca do sierpnia 1919 ponownie był przewodniczącym ufijskiego gubernialnego komitetu rewolucyjnego, od lipca do grudnia 1919 ponownie przewodniczącym ufijskiego gubernialnego komitetu RKP(b) i od sierpnia 1919 do 1920 ponownie przewodniczącym Komitetu Wykonawczego Ufijskiej Rady Gubernialnej, a od 29 maja 1920 do 1921 ludowym komisarzem ubezpieczeń społecznych Ukraińskiej SRR. Później pracował w Głównym Zarządzie Oświaty Politycznej Ludowego Komisariatu Oświaty RFSRR i w Państwowej Komisji Planowania przy Radzie Komisarzy Ludowych RFSRR. W 1929 został wykluczony z WKP(b), w 1936 aresztowany, następnie rozstrzelany.